# 樊瑞
樊瑞，小说《水浒传》中人物，能用法術的道士，綽號“混世魔王”。原和“八臂哪吒”项充、“飞天大圣”李衮在芒砀山占山为王。后来宋江带领大军前去征讨，被公孙胜用石头阵降伏。三人一起归顺梁山擔任步军頭領，和李逵、鲍旭一起率领步兵作战。在完成讨方腊之后，樊瑞被封为武奕郎兼都统领。過沒多久後決定棄官與朱武投羅真人修道去了。

## 能力
樊瑞不见于宋元史料，也不见于《大宋宣和遗事》、《宋江三十六人赞》以及元杂剧等早期水浒故事和文学，在水滸裡面武藝高強的不少，但會道術的卻寥寥無幾，而樊瑞便是其中之一。樊瑞擅使流星錘，武功不弱，最主要的是他深通道法，有呼風喚雨之能，而樊瑞也同樣用道術擊敗過梁山人馬，樊瑞佔山為王的時候，史進、朱武曾率領少華山人馬征討過他，結果被滅了一半的人馬，大敗而回。後來公孫勝出馬才將他收服。征遼時，樊瑞率領五百牌手，打敗遼國國師，討田虎時，配合公孫勝制服了法術高強的喬道清，征方臘時，與南軍國師包道乙鬥法，破了對方的法術，關勝趁勢斬了鄭彪。有實力名列天罡，但在梁山只排名第六十一位。

## 影视形象
- 2011年版《水浒传》：刘章印
- 2012年版电影《混世魔王樊瑞》：卢海华